# Justo Sierra O'Reilly
Justo Sierra O'Reilly (1814-1861) fue un escritor, novelista, historiador y jurisconsulto mexicano, padre del educador Justo Sierra Méndez, del poeta Santiago y del político Manuel José. Nacido en el poblado de Tixcacaltuyub municipio de Yaxcabá, Yucatán.  Su obra, sus lazos familiares y su vida misma estuvieron muy próximos a la ciudad de San Francisco de Campeche. Usó como seudónimo el anagrama José Turrisa.

## Biografía
Nació don Justo Sierra O'Reilly en enero de 1814, en el Yucatán no dividido de principios del siglo XIX, en lo que fue originalmente la Capitanía General de Yucatán hasta la independencia de México en 1821 que integraba a los actualmente estados de México: Yucatán, Campeche y Quintana Roo. 
Terminó sus estudios de derecho en el Colegio de San Ildefonso en la Ciudad de México en 1838. Obtuvo el doctorado en 1839 en el Instituto Literario de Yucatán. En 1842 se casó con doña Concepción Méndez Echazarreta, hija del gobernador de Yucatán, Santiago Méndez Ibarra. 

La historia particular de Yucatán era su estudio favorito, y no tememos asegurar que lo que poseemos de ella, lo debemos a su incansable afán. Él, superando toda clase de obstáculos, empleaba las horas de su juventud en registrar nuestros archivos y en consultar sobre muchos puntos a los que habían sobrevivido a otras épocas. Así, mientras sus compañeros de colegio empleaban sus horas libres en las distracciones que busca siempre la juventud, Sierra hojeaba los empolvados manuscritos de las oficinas, o bien oía la relación de los acontecimientos pasados, de boca de algún anciano. Francisco Sosa, 1884.

Reconocido como un erudito y el periodista más importante de la península de Yucatán en su tiempo. También es considerado como el padre de la novela histórica en México
Murió en Mérida, en enero de 1861.

## Vida pública
En 1841  procuró, sin mucho éxito, organizar la alianza de los estados de Yucatán y Tabasco contra el centralismo de Antonio López de Santa Anna. Después en 1848 hizo un intento similar a nombre del gobierno yucateco de Santiago Méndez Ibarra, para obtener el apoyo de gobiernos extranjeros, entre ellos el estadounidense, durante la llamada Guerra de Castas. Fue una de las principales voces en favor de una posible anexión de Yucatán por parte de Estados Unidos y se manifestó en contra de apoyar al gobierno central mexicano durante la guerra entre México y Estados Unidos.
Sierra intervino muy activamente en los conflictos étnicos de Yucatán. Como periodista, inició una campaña defendiendo el exterminio de la población maya, y durante la insurrección maya que se inició a mediados del siglo XIX viajó a los Estados Unidos de América en busca de ayuda para la población blanca de la península. De esta experiencia nació su libro "Diario de nuestro viaje a los Estados Unidos y al Canadá" (publicado por Héctor Pérez Martínez en 1938), el cual dedicó a su esposa. En la carátula del primer libro de este diario dice Sierra: 

"escríbolo de orden de mi esposa y en testimonio del fino amor que le profeso"

 Estando en esta misión, nació en Campeche su hijo Justo en 1848. Fue diputado del Congreso de la Unión en dos ocasiones; la primera en 1851 y la segunda en 1857, cuando no llegó a ocupar su curul. Perteneció a la Academia de Ciencias y Literatura, a la Sociedad Mexicana de Geografía y Estadística, al Instituto de África y a otras sociedades mexicanas y extranjeras.

## Obra
Siguiendo su vocación literaria, fue director de los periódicos culturales "El Museo Yucateco" (1841-1842) y el "Registro Yucateco" (1845-1849), impresos en Campeche y Mérida respectivamente. Así como del periódico noticioso y mercantil "El Fénix" (1848-1851) y de "La Unión Liberal" (1855-1857). 
Condujo en 1841 la redacción del "Espíritu del Siglo", órgano del partido mendista, su suegro. Escribió también novelas históricas por entregas como: "El Filibustero", (1841), "Un año en el Hospital de San Lázaro" (1845-1846 en el "Registro Yucateco") y La hija del judío (1848-1849), bajo el seudónimo y anagrama de José Turrisa. 
Es autor de leyendas como "La tía Mariana" que trata asuntos de piratería (1841) y de crónicas de viajes como: "Impresiones de un viaje a los Estados Unidos de América y al Canadá" (1851), así como de otros estudios históricos, entre ellos "Los Indios de Yucatán", (1857).
Justo Sierra O’Reilly publicó en "El Museo Yucateco" siete novelas históricas cortas:
1. La Tía Mariana
2. Los Anteojos Verdes
3. Doña Felipa de Zanabria
4. D. Pablo de Vergara
5. El Filibustero. Leyenda del siglo XVIII
6. Los Bandos de Valladolid
7. D. Juan de Escobar
En otros campos escribió también unas "Lecciones de Derecho Marítimo Internacional" (1855) y tradujo al español el famoso libro de John Lloyd Stephens, "Incidentes del Viaje a Centroamérica, Chiapas y Yucatán" ("Incidents of Travel in Central America, Chiapas and Yucatan").
Redactó un "Proyecto de un Código Civil Mexicano" (1859-1860) por encargo del gobierno liberal de Benito Juárez entonces establecido en Veracruz. Este fue su último gran trabajo y lo hizo ya enfermo de muerte. 
Don Justo, conjuntó una gran biblioteca y documentos históricos, que fueron parcialmente destruidos cuando su casa de Campeche fue asaltada por las facciones anti-mendistas en agosto de 1857.
Se le considera como perteneciente a la escuela romántica pero con características peculiares, con fuertes matices realistas y muy cuidadoso de la verdad histórica en sus novelas. 
Dice de él Ermilo Abreu Gómez: 

"Su desvío hacia la historia tiene, pues, una significación trascendente: no es mera obediencia a la moda, es también una necesidad de su espíritu"... "Es, pues, el doctor Sierra un romántico incompleto... Pero, el hecho de que sea incompleto, no quiere decir que también sea impuro ni menos que sea mediocre...".

Antonio Castro Leal va más allá: 

"La novela de Sierra O'Reilly es, no sólo ejemplo supremo de la novela de folletín en México, sino una de las que pintan mejor las intrigas y los sobresaltos de nuestra época colonial".

Por su parte el profesor Ralph E. Warner nos dice: 

"son contados los novelistas románticos mexicanos que pueden competir con el yucateco en la habilidad para mantener el interés de los lectores en la acción de sus novelas".

Ludwig Nolte Blanquet señala: 

"Impresiones de un viaje a los Estados Unidos de América y al Canadá" es un importante y casi desconocido material ... Este es un tema de gran actualidad en el globalizado mundo de hoy, como nos lo muestra claramente el nuevo interés por la literatura de viajes. El mexicano Justo Sierra O’Reilly es pues, no sólo un novelista y periodista, sino también un investigador social."

Unos pequeños fragmentos de su obra nos ayudarán a mejor conocerlo:
En el "Museo Yucateco", tomo segundo, narrando graciosamente las peripecias de ese viaje en las diligencias que acababan de establecerse (1841): viajes "en los que los huesos sufren más que los músculos"... Los coches en efecto, dice, 

"son magníficos, fuertes, cómodos y construidos con el mayor esmero, lujo y elegancia; los caballos son vigorosos, robustos, jóvenes y bien tratados; las postas están muy proporcionalmente distribuidas para la carrera; los cocheros son hábiles y diestros en el manejo de las riendas, pues para desterrar cualquier viso de preocupación que pudiera existir en algunos jóvenes los empresarios mismos suelen echarse encima esta penosa y recia carga, que no deja de ser fatigante y a veces peligrosa. Pero el camino es verdaderamente infernal, no todo él, sino el trozo corto que media entre Campeche y el pueblo de Tenabo. A veces las piedras se hallan tan multiplicadas y erizadas, que el menor efecto que causan, es obligarlo a uno a hacer gestos y visajes tan raros, que provocan la risa del más grave y circunspecto viajero...".

Después de concluir con admirable esfuerzo el trabajo sobre el "Código Civil Mexicano", murió don Justo víctima de la lepra, enfermedad que lo acongojó por varios años.

## Reconocimientos
En 1906, se levantó una estatua de bronce en su memoria, en el Paseo de Montejo de la ciudad de Mérida, que fue inaugurada por el entonces gobernador de Yucatán, Olegario Molina Solís, en presencia de los hijos del prócer Justo y Manuel José.
En septiembre de 2014, al cumplirse 200 años de su nacimiento, se celebraron en el Instituto Campechano diversos eventos culturales en su memoria y se publicó el libro "A 200 años de O'Reilly". El compilador de esta obra fue el premiado escritor Carlos Justo Sierra Bravatta. La Universidad de Yucatán y la Secretaría de la Cultura y de las Artes de Yucatán también realizaron actividades por esta fecha, entre otros eventos, la publicación del libro "Las Guerras de Justo" de Francisco Paoli Bolio.